# Il medico dei pazzi
Il medico dei pazzi è un film del 1954 diretto da Mario Mattoli.
Il soggetto è tratto dall'omonima farsa (O miedeco d'e pazze) di Eduardo Scarpetta.

## Trama
1911. Ciccillo, giovane nullafacente, da anni vive a Napoli alle spalle dello zio Felice, che crede che il nipote sia diventato medico e sia direttore di una clinica per alienati mentali.
Felice decide di raggiungere Napoli con la moglie e la figlia, perché intende aprire un manicomio a Roccasecca, paese di cui è sindaco. Ciccillo, volendo nascondere la realtà allo zio, mette in scena un nuovo raggiro insieme all'amico Michele, che presenta come un paziente che necessita di una macchina  per l'elettroshock che costa 500 lire; i soldi in realtà gli servono per saldare un debito di gioco. Inoltre Ciccillo presenta la «Pensione Stella», dove egli vive, come la propria clinica; i presunti pazzi non sono altro che i clienti della pensione, che vengono descritti come individui affetti da vari disturbi o fissazioni dato che Felice pretende di visitare la clinica.
Nello stesso giorno Ciccillo incontra il suo creditore: questi lo colpisce in testa, mandandolo quindi all'ospedale. Felice resta perciò da solo alla pensione, e ha inizio una serie di equivoci con i presunti pazzi: la proprietaria della pensione, che cerca a tutti i costi di trovare un marito per la propria figlia; un violinista fallito, che sogna di andare all'estero per fare fortuna; un colonnello convinto di essere vittima di scherzi; il fratello del direttore della pensione, che come attore teatrale prova ripetutamente il ruolo di Otello; una vedova inconsolabile; una coppia di coniugi litigiosi; un gruppo di acrobati. Felice cerca di assecondarli e assume impegni con alcuni di loro; durante la notte però, non sopportando più di restare nella pensione, decide di uscire in cerca di Ciccillo. Per strada si imbatte in una prostituta, provocando un equivoco con la moglie che a sua volta lo stava cercando.
Il giorno dopo Ciccillo, per avere i soldi promessigli, si presenta al villino dove risiedono lo zio, la zia e la cugina. Le cose si complicano ulteriormente quando al villino cominciano ad arrivare i vari clienti della pensione per parlare con Felice; questi, convinti che siano scappati, li rinchiude in varie stanze e manda a chiamare il direttore della pensione. Alla fine l'equivoco viene chiarito e Felice si scusa con i presunti pazzi; arriva anche Ciccillo che viene perdonato dallo zio e potrà anche sposare la cugina ma a condizione di lasciare Napoli.